# نزار بني المرجة
نزار بني المرجة (ولد 1954 م) طبيب وأديب شاعر سوري، وكاتب باحث. 

## سيرته
وُلد نزار بني المرجة في مدينة دمشق، عام 1954. حصل على بكالوريوس طب الأسنان وجراحتها من جامعة دمشق عام 1978، وهو شاعر وطبيب أسنان مختص بأمراض اللِّثَة، تولَّى مناصب في سورية والوطن العربي.

## مناصبه
- رئيس فرع نقابة أطباء الأسنان بدمشق (1994 - 1995).
- المدير التنفيذي لاتحاد منظمات أطباء الأسنان العرب.
- أمين سر نقابة أطباء الأسنان في سورية.
- رئيس تحرير مجلة طبيب الأسنان العربي (1996 - 1998).
- مدير تحرير مجلة طب الفم السورية (1987 - 2002).

## مؤلفاته
نشر قصائده الأولى في الصحف السورية واللبنانية، وهو عضو في جمعية الشعر، وله عدة مؤلفات في الطب، ودواوين شعرية، وصدر له:

### دواوين شعر
1. أفراح الحزن القارس- شعر - 1982.
2. سيد الماء والتراب - شعر - 1991.
3. شعلة الغيم- شعر- 1998.

### كتب ودراسات
1. الصحافة الطبية العربية -دراسة- 1998.
2. بين الأدب والطب.
3. رسائل عشق إلى مرمرة– ملحمة أسطول الحرية 2010.